# وودلاون پارک (کنتاکی)
وودلاون پارک (به انگلیسی: Woodlawn Park) شهری در ایالت کنتاکی کشور ایالات متحده آمریکا است که جمعیت آن در سرشماری سال ۲۰۱۰ میلادی، ۹۴۲ نفر بوده‌است.